# Bewaffneter Konflikt
Ein bewaffneter Konflikt (auch militärischer Konflikt genannt) ist im Völkerrecht eine Auseinandersetzung zwischen dem Militär verschiedener Staaten (internationaler bewaffneter Konflikt) oder zwischen dem Militär, paramilitärischen Organisationen und/oder Aufständischen innerhalb eines Staates (nichtinternationaler bewaffneter Konflikt). Die Einordnung als internationaler (englisch international armed conflict) oder nichtinternationaler bewaffneter Konflikt (englisch non-international armed conflict) ist relevant, da das humanitäre Völkerrecht nur auf internationale bewaffnete Konflikte vollständig anwendbar ist.
Die Rechtsprechung des Internationalen Gerichtshofs (IGH) nimmt die Existenz eines bewaffneten Konflikts dann an, wenn in ausgedehnter bzw. andauernder Weise Waffengewalt (engl. protracted armed violence) zwischen den Beteiligten angewendet wird. Zur Bemessung der Intensität können Zahl, Dauer und Intensität einzelner Konfrontationen, die eingesetzten Waffen, die Zahl der an den Kampfhandlungen Beteiligten, die Zahl der Opfer und das Ausmaß der Zerstörung sowie die Zahl der flüchtenden Zivilisten herangezogen werden.
Krieg als völkerrechtlich relevanter Begriff zur Klassifizierung bewaffneter Auseinandersetzungen wurde seit dem Ende des Zweiten Weltkrieges fast vollständig durch den Begriff bewaffneter Konflikt abgelöst, u. a. weil nach überwiegender Auffassung der Kriegszustand zwischen zwei Staaten eine förmliche Kriegserklärung voraussetzt und damit die Anwendbarkeit der kriegsrechtlichen Regeln in das Belieben der Konfliktparteien gestellt werden würde. Das aber wäre mit den Zielen des humanitären Völkerrechts – der Begrenzung von Gewalt und dem Schutz der Zivilbevölkerung – nicht vereinbar. Seit den Genfer Konventionen von 1949 wird daher der Begriff bewaffneter Konflikt als fortschrittlich und ausreichend angesehen.
Zwischen 1989 und 2000 gab es 111 bewaffnete Konflikte an 74 Orten. Im Jahr 2000 wurden 40 Konflikte in 35 Staaten gezählt und im Jahr 2001 37 Konflikte in 30 Staaten. Allerdings gab es auch mehrere Friedensschlüsse, so zum Beispiel 2002 in Angola, Sierra Leone und in den Nuba-Bergen des Sudan.